# Roland de Mecquenem
Pour les articles homonymes, voir De Mecquenem.
Roland de Mecquenem, né le 20 août 1877 à Orléans et mort le 20 mai 1957 à Versailles, est un archéologue français, diplômé de l'École des mines.
Il a travaillé sur les fouilles de Suse dans le Khouzistan iranien entre 1903 et 1939,,,.

## Travaux
- R. de Mecquenem et al., Mission de Susiane, in Mémoires de la Mission archéologique en Iran. tome XXXI, sous la direction de MM. R. de Mecquenem et G. Contenau L'Épigraphie proto-élamite, Paris, Presses universitaires de France, 1949

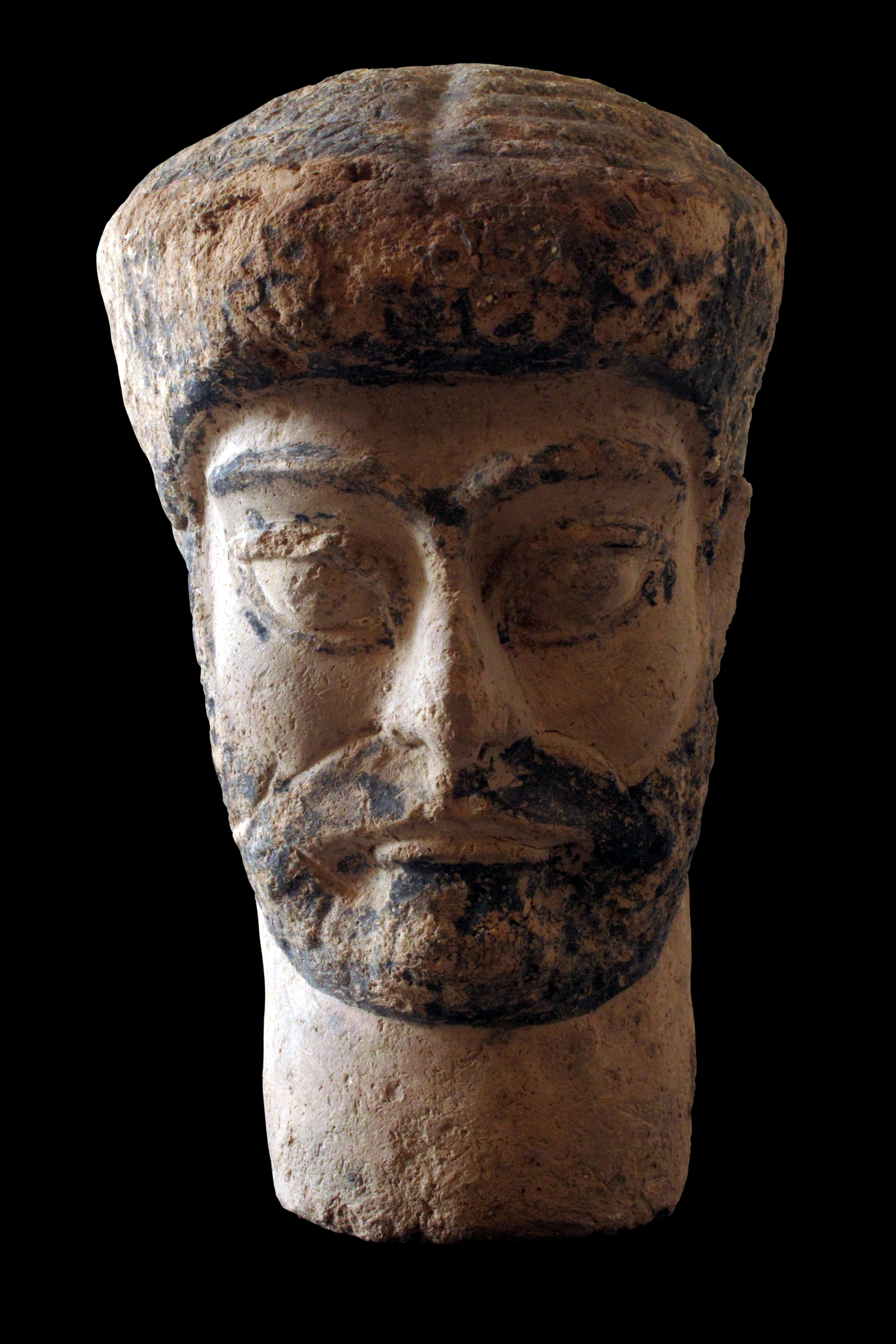
Portrait funéraire d'homme (1500 av. J.-C.) trouvé par Mecquenem à Suse en 1926 (musée du Louvre)
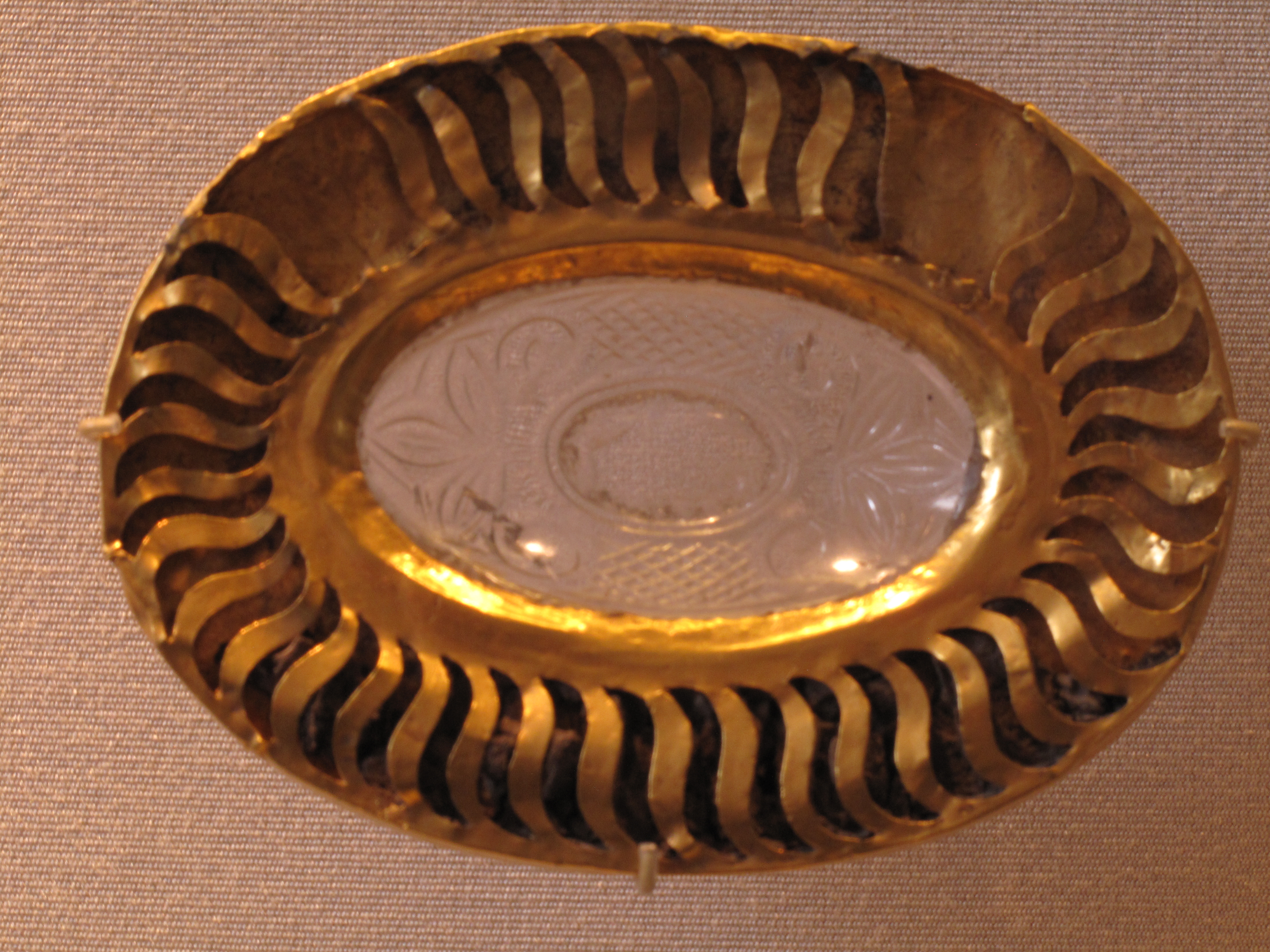
Coupe ovale (VIIe siècle ap. J.-C.), trouvée par Mecquenem à Suse en 1912 (musée du Louvre)
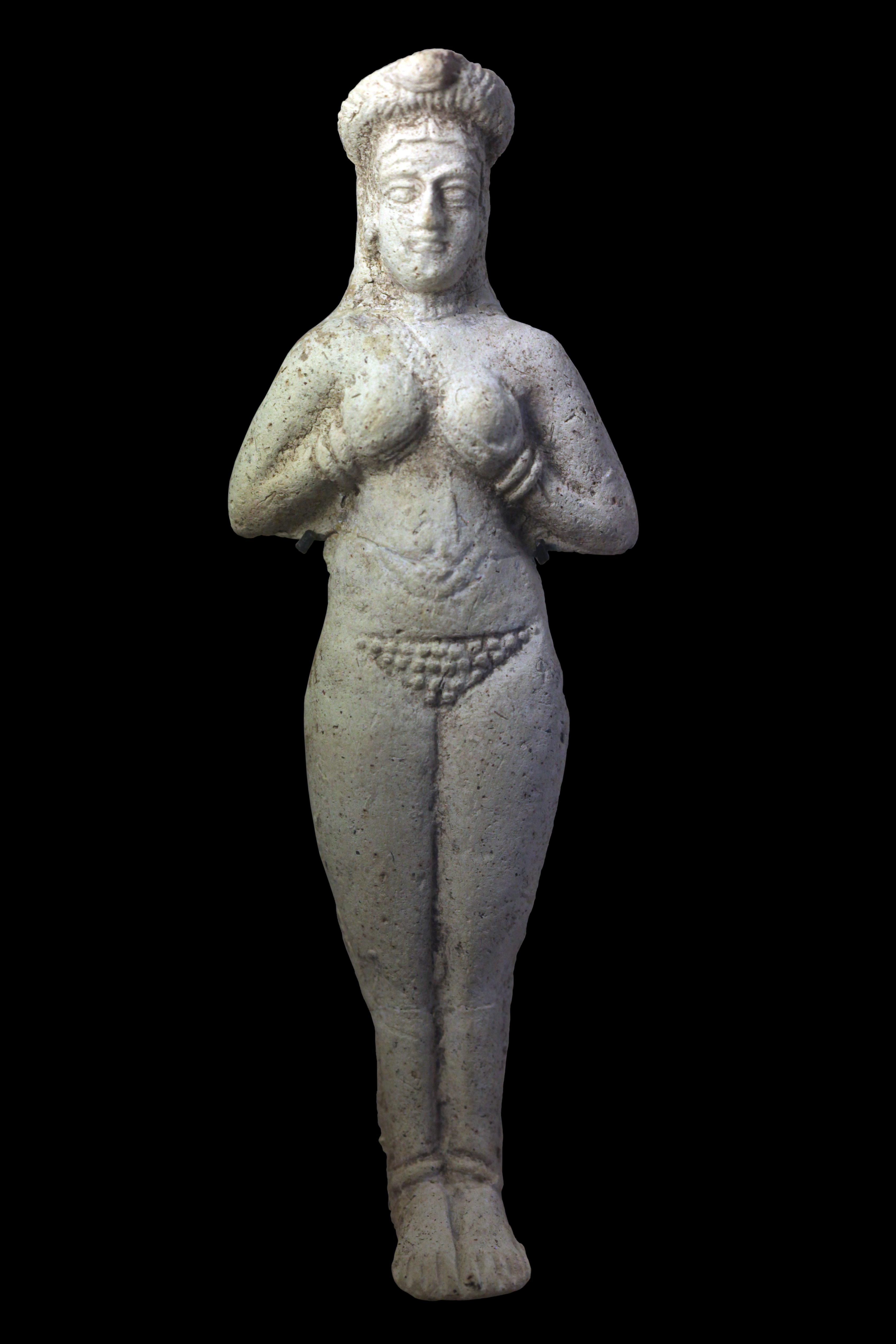
Femme, terre cuite (1300-1100 av. J.-C.), trouvée à Suse par Mecquenem (musée du Louvre)